# Wilga (Weichsel, Masowien)
Die Wilga ist ein rechter Zufluss der Weichsel in Polen und zu unterscheiden von dem gleichnamigen Flüsschen in Kleinpolen, das in Krakau bei der Retmanski-Brücke links in die Weichsel mündet. Er entspringt bei Kasyldów in der Wysoczyzna Żelechowska in der Woiwodschaft Lublin, erreicht bald die Woiwodschaft Masowien und fließt in westlicher Richtung über Garwolin bis zur Mündung in die Weichsel in der Gemeinde Wilga. Die Länge des Laufs beträgt 67 km. Das Einzugsgebiet wird mit 569 km² angegeben. 